# Línea 628 (La Matanza)
La línea 628 es una línea de colectivos que opera dentro del partido de La Matanza, siendo prestado el servicio por la empresa Almafuerte S.A.C.I.E.I.

## Recorrido
- Ida a Universidad Nacional de La Matanza: Desde la Estación Mendeville, por Diego A. Maradona (Lateral Este), José Alico, Gral. Nazar, Av. Crovara, Dr. Ignacio Arieta, Peribebuy, Sarandí, Juan Florio, Av. Dr. Arturo Illia, Av. Pte. Juan Domingo Perón hasta José Mármol
- Regreso a Estación Mendeville: Desde Av. Pte. Juan D. Perón y José Mármol, por José Mármol, Ombú, Hipólito Yrigoyen, Almafuerte, Paraguay, Mñor. José Marcón, Peribebuy, Dr. Ignacio Arieta, Av. Crovara, Gral. Nazar, Juan C. Campion hasta Estación Mendeville